# GO・I・S
GO・I・S（ゴイス）は、エフエム北海道（AIR-G'）で放送された夕方の生放送番組。番組開始当初は18時から1時間だった。来札アーティストとのゲストトーク、加えて毎週設定した一つのテーマを元にリスナーからのメッセージを紹介する内容で、若年層から中年層まで幅広いリスナー層を取り込んだ。

## 番組について
- DJは鈴井貴之。アシスタントは番組開始当初から1994年9月までが細川美穂、1994年10月から2002年3月まで北川久仁子、2002年4月以降は新井田有希子が務めた。また、TEAM NACSの佐藤重幸が月曜日の公開生放送のDJを担当していた[1]。
- 「GO・I・S」はGoing Suzuiの略[2]。
- リスナーの素朴な疑問を“さぐリポーター”が探る「ザ・さぐる」や、子どもが書いた日記や作文を鈴井が子どものような声色で読む「風と空とえんぴつ」などの名物コーナーがあった。

## タイムテーブル
（※楽曲等を省いた簡単な時系列）
- 17:00 オープニング・鈴井氏一言
- 17:10 本日のメニュー
- 17:20 K-TIPS（※以前は読売新聞イブニングパルス）
- 17:25 道路交通情報
- 17:30 ここ掘れアマアマ・今日の胸騒ぎ君
- 17:35 ゲスト・ゾーン1
- 17:50 テーマメッセージ紹介など
- 18:00 テーマメッセージ紹介など
- 18:05 日替わり企画コーナーorゲスト・ゾーン2
- 18:15 ザ・探る（※随時）
- 18:20 天気予報
- 18:25 道路交通情報
- 18:30 テーマメッセージ紹介など
- 18:40 風と空とえんぴつ
- 18:50 エンディング
- 18:55 道新ヘッドラインニュース

## 番組終了とその後
- 2003年3月、札幌ステラプレイス内のサテライトスタジオ「えき☆スタ」がオープンするのに伴い、同スタジオを使用する生番組『R』を立ち上げるため、当番組は発展的に終了。鈴井の事務所の後輩のTEAM NACSの4人（森崎博之、安田顕、佐藤重幸、大泉洋）が番組を引き継ぐ格好となった。
- 終了1ヵ月後には「夕方の深夜番組」が「本当の深夜番組」になった『KING GO・I・S』（毎週土曜 25:00 - 26:00。DJ：鈴井貴之、アシスタント：大下宗吾）が放送開始されたが、2004年9月25日、鈴井の韓国留学を前にして終了している。

## 水曜どうでしょう関連
- 『水曜どうでしょう』の旅企画で鈴井が帰り時間を気にしているのは、この番組の放送に間に合わせなければならないためである。
- 「サイコロ3（前編）」では企画開始の大泉洋へのドッキリとして、樋口了一がゲスト出演した回（1997年2月27日）が放送される。
- 「欧州走破 〜ヨーロッパ21ヵ国完全制覇〜」の放送内で、旅行中の鈴井の代役として樋口了一がパーソナリティをしてる放送中に鈴井が電話出演するシーンが流れる。
  - 鈴井は旅先から北海道まで国際電話をかけて出演した。うち、一度は小銭を落として公衆電話の角に頭をぶつけている。
  - この時の電話出演をきっかけにヨーロッパで企画中の4人の為の応援ソングとして「1/6の夢旅人」が作られ、その後、番組のテーマソングとして採用された。
- 「サイコロ韓国 〜韓国完全縦断〜」、「ジャングル探検inマレーシア」で、鈴井は『GO・I・S』のTシャツを着用している。
- 「香港大観光旅行」第1夜冒頭の「鈴井貴之拉致事件に見せかけた大泉洋拉致事件」は、本番組（1998年6月25日放送分）の放送終了直後の出来事である。また、前フリの中で本番組の生放送の様子が登場する。
- 「原付西日本制覇」では、ヒゲに乞われ、鈴井が原付を運転しながら「GO・I・S」のマネをする場面がある。
- 2003年1月15日には、大泉洋、藤村忠寿、嬉野雅道がゲスト出演し、『水曜どうでしょう』の出演者とディレクターがそろった。

## その他
- 一時期、月曜日の17時台後半は大通近辺のファッションビル「MALSA」内のレコード店「PALS 21」（1995年2月から玉光堂が運営していた大型レコード店。2004年8月閉店。現在は札幌PARCO新館）から佐藤重幸がゲストのアーティストを招いて、また、木曜日はAIR-G'本社近辺のNTTドコモのショップ内のスタジオで公開生放送を行った。
- 坂本サトルが1999年2月に「天使達の歌」でインディーズからソロ・デビューした際、鈴井が番組を通じて坂本の応援活動を行っていた。同年5月に本曲がメジャーレーベルからも発売され全国的な注目を集めるに至り、坂本は後日番組にゲスト出演した時「鈴井さんは、一声掛けると2,000人が彼の元に集まる」と鈴井に讃辞を述べている。
- 毎回番組冒頭で、鈴井が簡単なメッセージを述べた後に曲をかけるが、真心ブラザーズの「ストーン」を流したところ、聴取者からかなり過激な批判が来て、当初鈴井はいつもの調子で軽く流していたが、最終的にはお詫びをせざるを得なくなった。